# Cryptosporidium nasoris
Cryptosporidium nasoris is een soort in de taxonomische indeling van de Myzozoa, een stam van microscopische parasitaire dieren. Het organisme komt uit het geslacht Cryptosporidium en behoort tot de familie Cryptosporidiidae. Cryptosporidium nasoris werd in 1981 ontdekt door Hoover, Hoerr, Carlton, Hinsmann & Ferguson.